# Kurtziella atrostyla
Kurtziella atrostyla is een slakkensoort uit de familie van de Mangeliidae. De wetenschappelijke naam van de soort is voor het eerst geldig gepubliceerd in 1884 door Tryon.